# PureOS
PureOS est un système d'exploitation GNU/Linux basé sur Debian et développé par l'entreprise d'utilité sociale Purism (en) (créateurs des ordinateurs portables et smartphones Librem). Sa particularité est d'être une distribution entièrement libre (approuvée par la Free Software Fondation) axée sur la vie privée, la sécurité et la liberté de ses utilisateurs. Il fait partie des rares systèmes mobiles indépendants d'Android.
Fourni depuis l'origine avec GNOME, depuis 2018 PureOS est aussi disponible avec Plasma (KDE)